# Rhabdontolaimus berwigi
Rhabdontolaimus berwigi är en rundmaskart. Rhabdontolaimus berwigi ingår i släktet Rhabdontolaimus och familjen Diplogasteridae. Inga underarter finns listade i Catalogue of Life.